# Amalgam (odontologi)

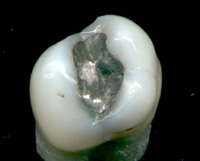
Tand lagad med amalgam.

Amalgam är en blandning av metaller som bildas vid reaktion mellan kvicksilver och någon annan metall. I dagligt tal syftar man på silveramalgam (tandamalgam) som i Sverige är förbjudet att använda i tandvården sedan år 2009. EU förbjuder användningen av tandamalgam från och med den 1 januari 2025.

## Amalgam inom tandvården
Amalgam har använts inom tandvården med en blandning av kvicksilver, silver, koppar, indium, tenn och zink. Cirka hälften av en amalgamfyllning består av kvicksilver beroende på hur väl tandläkaren packar amalgamet. 
När man började använda amalgam för att laga tänder är inte känt men man har funnit spår av silverpasta i tandhål redan från Tangdynastin på 600-talet. I västvärlden introducerades bruket i Frankrike i mitten av 1800-talet.
Amalgam för dentalt bruk består av kvicksilver som blandas med olika metaller i pulverform (silver, tenn, koppar och zink). Kvicksilvret reagerar med metallerna och formar en legering som hårdnar under kristallisation.
I Sverige råder ett generellt förbud mot användning av tandamalgam sedan 2009.

### Hållbarhet
Amalgam är "tolerant mot en bred skala av kliniska behandlingssätt och ganska tolerant mot förekomsten av föroreningar under insättningen.” Det motsatta förhållandet gäller för komposittekniken som är mer känslig för flera faktorer och fordrar "extrem varsamhet" och ett ”betydande fler noggranna steg".
Kvicksilver har bakteriostatiska egenskaper medan TEGMA  (bestående av några äldre epoxibaserade kompositer) "befordrar tillväxten av mikroorganismer." Detta innebär ökande försämring under äldre epoxibaserade kompositer medan områden under amalgamfyllningar påverkas i mycket långsammare grad.
Återkommande försämring längs fyllningskanterna (fogen) är en mycket viktig faktor när det gäller misslyckade restaurationer, men oftare så i restaurationer av komposit.  I Casa Pia-studien i Portugal (1986–1989), gjordes 1 748 upprepade restaurationer och 177 (10,1 %) av dem bedömdes ha misslyckats under studiens gång.  Återkommande försämring längs fogens kanter var den huvudsakliga orsaken till misslyckandet både i fallet amalgam och kompositrestaurationer, och svarade för 66 % (32/48) respektive 88 % (113/129).  Krympning vid polymerisationen, krympningen som äger rum under komposithärdningsprocessen, har pekats ut som den primära orsaken till postoperativ läckning från fogarna.
Detta är några av skälen till att amalgam har fortsatt att vara ett utmärkt restaurationsmaterial framför epoxibaserade kompositer.  En randomiserad klinisk prövning i New England (The New England Children's Amalgam Trial, NECAT), uppvisade resultat som var konsistenta med tidigare rapporter som föreslog att amalgam hade längre livslängd än expoxibaserade kompositer i mjölktänder och komposit i de permanenta tänderna. Compomerer hade sju gånger högre sannolikhet för att erfordra utbyte och kompositer sju gånger högre sannolikhet att fordra lagning.
Det finns omständigheter där kompositmaterial är bättre lämpade än amalgam. Till exempel när ett ingrepp ska göras och man vill bevara så mycket av tanden som möjligt. Sådana situationer omfattar också mindre lagningar på bettytor, där användningen av amalgam skulle erfordra borttagande av större del av den friska tandstrukturen, och lagning av emaljytor som inte utgör själva bettytan. Kompositer föredras av kosmetiska skäl, när en restauration erfordras på en del av tanden som är lätt synbar.
Avlägsnande och ersättning av amalgamfyllningar har traditionellt övervägts när det uppstått "diken" i kanten av fyllningen. Dikesbildningen är tecken på en försämring av amalgamet längs kanten, och förhindrar arbetet med att få kanten i kaviteten jämn med fyllningen. Med ett område med dikesbildning avser man också det underliggande området och det kräver avlägsnandet av tandmaterial eller avlägsnande och återfyllning av amalgam för att få en korrekt situation.

### Kritik och biverkningar

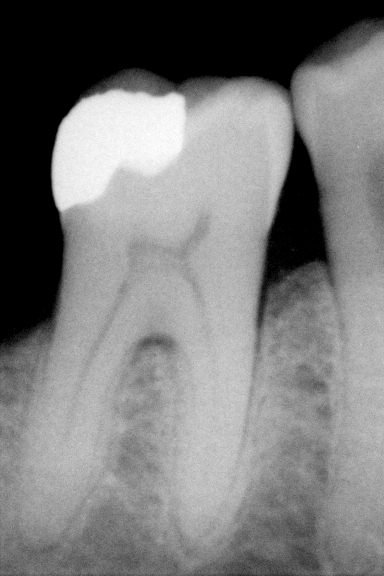
Röntgenbild av tand med amalgamfyllning.

Det råder konsensus i den vetenskapliga världen att dentalt amalgam är instabilt i den meningen att det kontinuerligt läcker kvicksilver som tas upp av kroppen. Det pågår dock en vetenskaplig diskussion huruvida sådant kvicksilver ger upphov till biverkningar och sjukdom.
En studie har visat att inandad ånga av kvicksilver tas upp till cirka 80 % i kroppen. Kvicksilver från amalgam har uppmätts i andningsluft, urin, avföring, njure, hjärna, med flera ställen.
En annan studie har visat att vissa människor bär på en genetisk mutation som ger dem en ökad känslighet för kvicksilver. De studier som hittills utförts ger vid handen att 25 % av befolkningen bär på en partiell form av mutationen medan 2 % har den fullt ut.
Enligt EU-kommissionen och Världshälsoorganisationen (WHO) är amalgam den största källan till människans kvicksilverexponering. En principöverenskommelse har uppnåtts mellan WHO, FN:s miljöorgan UNEP och alla de stora dentalorganisationerna om att inleda förhandlingar om formerna för minskad användning av amalgamanvändningen över hela världen. I SOU 2003:53 står det "Varje läkare och tandläkare bör vid oklara sjukdomstillstånd och vid autoimmuna sjukdomar överväga om biverkningar från kvicksilver frisatt från amalgam kan vara en bidragande orsak till symtomen". Sedan 1 juni 2009 är användning av amalgam förbjudet i Sverige på grund av dess miljöpåverkan.